# Biécourt
Biécourt é uma comuna francesa na região administrativa do Grande Leste, no departamento de Vosges. Estende-se por uma área de 5.94 km², e possui 100 habitantes, segundo o censo de 2018, com uma densidade de 17 hab/km².